# Europees kampioenschap voetbal onder 18 - 1977
Het Europees kampioenschap voetbal onder 18 van 1977   (officieel UEFA Jeugdtoernooi 1977) was de 30e editie van het, door de UEFA georganiseerde, voetbaltoernooi van spelers onder de 18 jaar. 
Het toernooi werd tussen 19 mei en 28 mei 1977  gespeeld in België. Er deden 16 teams mee aan het hoofdtoernooi. Voorafgaand aan het toernooi werd een kwalificatie afgewerkt. België werd voor de eerste keer winnaar. De finale in Brussel werd met 2–1 gewonnen van Bulgarije. Sovjet-Unie werd derde.

## Kwalificatie
| Pos. | Land     | DV | DV | Ptn. |
| ---- | -------- | -- | -- | ---- |
| 1    | Engeland | 2  | 1  | 3    |
| 2    | Wales    | 1  | 2  | 1    |

| Pos. | Land      | DV | DV | Ptn. |
| ---- | --------- | -- | -- | ---- |
| 1    | IJsland   | 2  | 1  | 3    |
| 2    | Noorwegen | 1  | 2  | 1    |

| Pos. | Land      | DV             | DV             | Ptn.           |
| ---- | --------- | -------------- | -------------- | -------------- |
| 1    | Ierland   | gekwalificeerd | gekwalificeerd | gekwalificeerd |
| 2    | Schotland | teruggetrokken | teruggetrokken | teruggetrokken |

| Pos. | Land          | DV | DV | Ptn. |
| ---- | ------------- | -- | -- | ---- |
| 1    | Noord-Ierland | 2  | 1  | 2    |
| 2    | Denemarken    | 1  | 2  | 2    |

| Pos. | Land      | DV | DV | Ptn. |
| ---- | --------- | -- | -- | ---- |
| 1    | Frankrijk | 4  | 1  | 3    |
| 2    | Luxemburg | 1  | 4  | 1    |

| Pos. | Land           | DV | DV | Ptn. |
| ---- | -------------- | -- | -- | ---- |
| 1    | West-Duitsland | 15 | 1  | 4    |
| 2    | Liechtenstein  | 1  | 15 | 0    |

| Pos. | Land       | DV | DV | Ptn. |
| ---- | ---------- | -- | -- | ---- |
| 1    | Oostenrijk | 1  | 1  | 2    |
| 2    | Portugal   | 1  | 1  | 2    |

| Pos. | Land     | DV | DV | Ptn. |
| ---- | -------- | -- | -- | ---- |
| 1    | Italië   | 2  | 1  | 2    |
| 2    | Tsjechië | 1  | 2  | 2    |

| Pos. | Land      | DV | DV | Ptn. |
| ---- | --------- | -- | -- | ---- |
| 1    | Bulgarije | 1  | 0  | 3    |
| 2    | Polen     | 0  | 1  | 3    |

| Pos. | Land        | DV | DV | Ptn. |
| ---- | ----------- | -- | -- | ---- |
| 1    | Joegoslavië | 4  | 4  | 2    |
| 2    | Roemenië    | 4  | 4  | 2    |

| Pos. | Land        | DV | DV | Ptn. |
| ---- | ----------- | -- | -- | ---- |
| 1    | Sovjet-Unie | 2  | 2  | 2    |
| 2    | Turkije     | 2  | 2  | 2    |

| Pos. | Land        | DV | DV | Ptn. |
| ---- | ----------- | -- | -- | ---- |
| 1    | Griekenland | 4  | 1  | 2    |
| 2    | Hongarije   | 1  | 4  | 2    |

| Pos. | Land        | DV | DV | Ptn. |
| ---- | ----------- | -- | -- | ---- |
| 1    | Nederland   | 6  | 2  | 7    |
| 2    | Spanje      | 5  | 3  | 4    |
| 3    | Zwitserland | 2  | 8  | 1    |

| Pos. | Land                           | DV | DV | Ptn. |
| ---- | ------------------------------ | -- | -- | ---- |
| 1    | Zweden                         | 10 | 6  | 6    |
| 2    | Duitse Democratische Republiek | 9  | 6  | 5    |
| 3    | Finland                        | 5  | 12 | 1    |

Naast deze landen kwalificeerden ook België (als gastland) en Malta (op uitnodiging) zich.

## Groepsfase

### Groep A
| Pos. | Land        | GW | W | G | V | DV | DT | +/− | Ptn. |
| ---- | ----------- | -- | - | - | - | -- | -- | --- | ---- |
| 1    | België      | 3  | 2 | 0 | 1 | 9  | 2  | +7  | 4    |
| 2    | Engeland    | 3  | 1 | 2 | 0 | 1  | 0  | +1  | 4    |
| 3    | IJsland     | 3  | 0 | 2 | 1 | 1  | 3  | –2  | 2    |
| 4    | Griekenland | 3  | 0 | 2 | 1 | 2  | 8  | –6  | 2    |

|             |          |     |        |         |
| 19 mei 1977 | Engeland | 1–0 | België | Lokeren |
| 19 mei 1977 |          |     |        | Lokeren |

|             |         |     |             |          |
| 19 mei 1977 | IJsland | 1–1 | Griekenland | Mechelen |
| 19 mei 1977 |         |     |             | Mechelen |

|             |          |     |         |          |
| 21 mei 1977 | Engeland | 0–0 | IJsland | Turnhout |
| 21 mei 1977 |          |     |         | Turnhout |

|             |        |     |             |           |
| 21 mei 1977 | België | 7–1 | Griekenland | Antwerpen |
| 21 mei 1977 |        |     |             | Antwerpen |

|             |          |     |             |         |
| 23 mei 1977 | Engeland | 0–0 | Griekenland | Beveren |
| 23 mei 1977 |          |     |             | Beveren |

|             |        |     |         |        |
| 23 mei 1977 | België | 2–0 | IJsland | Lierse |
| 23 mei 1977 |        |     |         | Lierse |

### Groep B
| Pos. | Land           | GW | W | G | V | DV | DT | +/− | Ptn. |
| ---- | -------------- | -- | - | - | - | -- | -- | --- | ---- |
| 1    | West-Duitsland | 3  | 1 | 2 | 0 | 3  | 2  | +1  | 4    |
| 2    | Frankrijk      | 3  | 1 | 1 | 1 | 1  | 1  | 0   | 3    |
| 3    | Ierland        | 3  | 1 | 1 | 1 | 2  | 4  | –2  | 3    |
| 4    | Joegoslavië    | 3  | 1 | 0 | 2 | 4  | 3  | +1  | 2    |

|             |         |     |           |      |
| 19 mei 1977 | Ierland | 1–0 | Frankrijk | Luik |
| 19 mei 1977 |         |     |           | Luik |

|             |                |     |             |      |
| 19 mei 1977 | West-Duitsland | 2–1 | Joegoslavië | Genk |
| 19 mei 1977 |                |     |             | Genk |

|             |             |     |         |          |
| 21 mei 1977 | Joegoslavië | 3–0 | Ierland | Beringen |
| 21 mei 1977 |             |     |         | Beringen |

|             |           |     |                |      |
| 21 mei 1977 | Frankrijk | 0–0 | West-Duitsland | Luik |
| 21 mei 1977 |           |     |                | Luik |

|             |         |     |                |       |
| 23 mei 1977 | Ierland | 1–1 | West-Duitsland | Eupen |
| 23 mei 1977 |         |     |                | Eupen |

|             |           |     |             |          |
| 23 mei 1977 | Frankrijk | 1–0 | Joegoslavië | Tongeren |
| 23 mei 1977 |           |     |             | Tongeren |

### Groep C
| Pos. | Land          | GW | W | G | V | DV | DT | +/− | Ptn. |
| ---- | ------------- | -- | - | - | - | -- | -- | --- | ---- |
| 1    | Sovjet-Unie   | 3  | 3 | 0 | 0 | 11 | 0  | +11 | 6    |
| 2    | Noord-Ierland | 3  | 2 | 0 | 1 | 3  | 1  | +2  | 4    |
| 3    | Oostenrijk    | 3  | 0 | 1 | 2 | 0  | 5  | –5  | 1    |
| 4    | Malta         | 3  | 0 | 1 | 2 | 0  | 8  | –8  | 1    |

|             |            |     |       |           |
| 19 mei 1977 | Oostenrijk | 0–0 | Malta | Libramont |
| 19 mei 1977 |            |     |       | Libramont |

|             |             |     |               |        |
| 19 mei 1977 | Sovjet-Unie | 1–0 | Noord-Ierland | Bergen |
| 19 mei 1977 |             |     |               | Bergen |

|             |             |     |            |        |
| 21 mei 1977 | Sovjet-Unie | 4–0 | Oostenrijk | Jambes |
| 21 mei 1977 |             |     |            | Jambes |

|             |               |     |       |             |
| 21 mei 1977 | Noord-Ierland | 2–0 | Malta | La Louvière |
| 21 mei 1977 |               |     |       | La Louvière |

|             |               |     |            |           |
| 23 mei 1977 | Noord-Ierland | 1–0 | Oostenrijk | Charleroi |
| 23 mei 1977 |               |     |            | Charleroi |

|             |             |     |       |          |
| 23 mei 1977 | Sovjet-Unie | 6–0 | Malta | Nivelles |
| 23 mei 1977 |             |     |       | Nivelles |

### Groep D
| Pos. | Land      | GW | W | G | V | DV | DT | +/− | Ptn. |
| ---- | --------- | -- | - | - | - | -- | -- | --- | ---- |
| 1    | Bulgarije | 3  | 2 | 0 | 1 | 6  | 3  | +3  | 4    |
| 2    | Zweden    | 3  | 2 | 0 | 1 | 4  | 5  | –1  | 4    |
| 3    | Italië    | 3  | 1 | 1 | 1 | 2  | 2  | 0   | 3    |
| 4    | Nederland | 3  | 0 | 1 | 2 | 1  | 3  | –2  | 1    |

|             |           |     |           |        |
| 19 mei 2019 | Bulgarije | 2–1 | Nederland | Brugge |
| 19 mei 2019 |           |     |           | Brugge |

|             |        |     |           |         |
| 19 mei 2019 | Italië | 2–1 | Bulgarije | Waregem |
| 19 mei 2019 |        |     |           | Waregem |

|             |           |     |        |        |
| 21 mei 2019 | Nederland | 0–0 | Italië | Knokke |
| 21 mei 2019 |           |     |        | Knokke |

|             |           |     |        |      |
| 21 mei 2019 | Bulgarije | 4–1 | Zweden | Gent |
| 21 mei 2019 |           |     |        | Gent |

|             |           |     |           |          |
| 23 mei 2019 | Bulgarije | 1–0 | Nederland | Oostende |
| 23 mei 2019 |           |     |           | Oostende |

|             |        |     |        |          |
| 23 mei 2019 | Zweden | 1–0 | Italië | Kortrijk |
| 23 mei 2019 |        |     |        | Kortrijk |

## Knock-outfase
|  | Halve finale       | Halve finale       |   |                  | Finale           | Finale |
|  |                    |                    |   |                  |                  |        |
|  | 26 mei – Antwerpen |                    |   |                  |                  |        |
|  | België             | 1 (4)              |   |                  |                  |        |
|  | Sovjet-Unie        | 1 (2)              |   |                  |                  |        |
|  |                    |                    |   |                  |                  |        |
|  |                    |                    |   |                  | 28 mei – Brussel |        |
|  |                    |                    |   |                  | België           | 2      |
|  |                    | Bulgarije          | 1 |                  |                  |        |
|  |                    |                    |   |                  |                  |        |
|  |                    |                    |   |                  | Derde plaats     |        |
|  | 26 mei – Charleroi | 26 mei – Charleroi |   | 28 mei – Brussel | 28 mei – Brussel |        |
|  | Bulgarije          | 3                  |   | Sovjet-Unie      | 7                |        |
|  | West-Duitsland     | 1                  |   |                  | West-Duitsland   | 2      |

### Finale
|             |        |     |           |                 |
| 28 mei 1977 | België | 2–1 | Bulgarije | Brussel, België |
| 28 mei 1977 |        |     |           | Brussel, België |